# Яєшник гірський

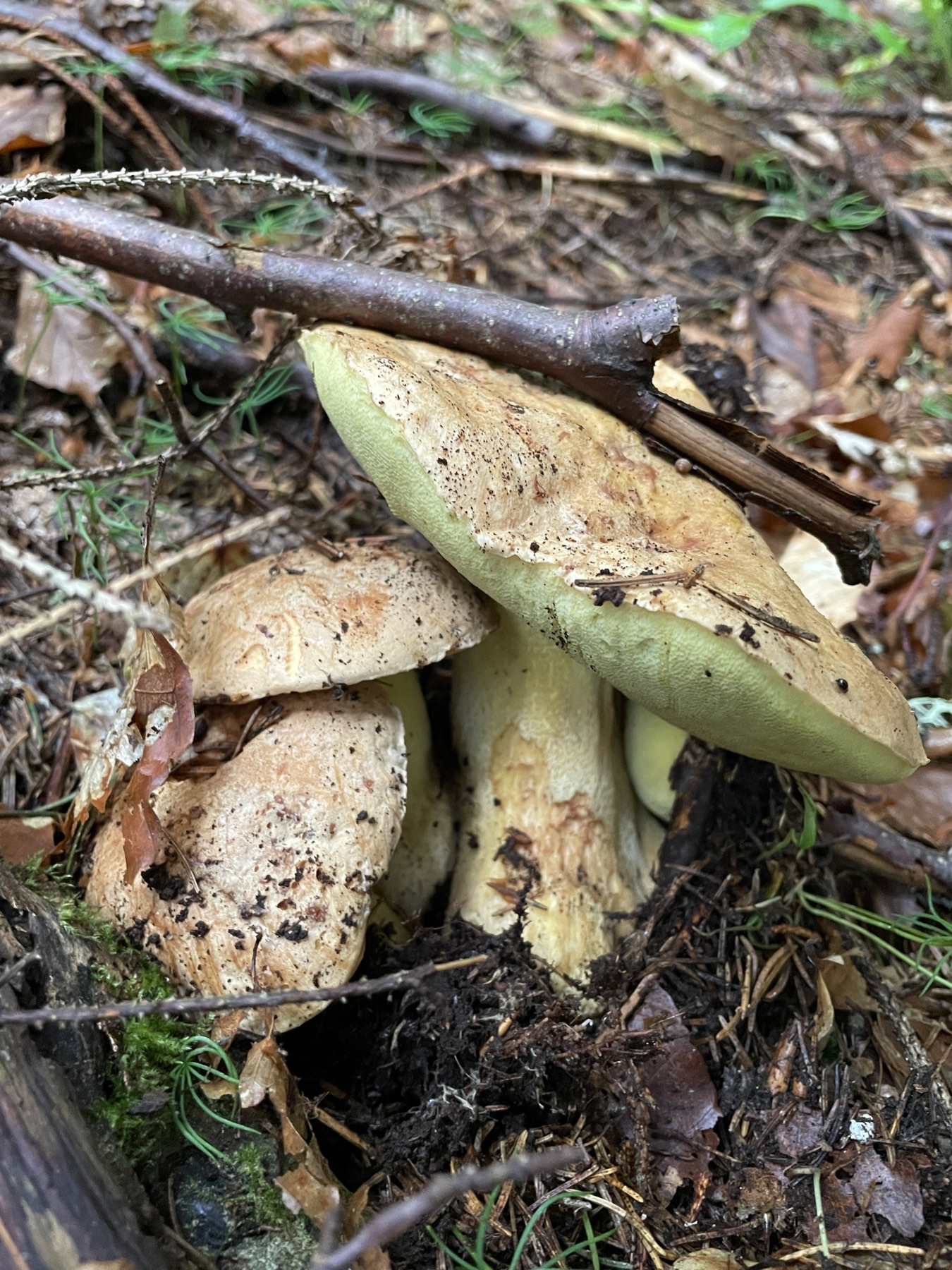

Яєшник гірський (Butyriboletus subappendiculatus), колишня назва — боровик напівпридатковий. Належить до родини Boletaceae. Трапляється переважно в гірських хвойних, дуже рідко мішаних лісах, під ялиною або ялицею, поодиноко, зрідка. В Україні відомо 13 його місцезнаходжень (Закарпатська, Івано-Франківська, Львівська та Чернівецька обл.). Включений до червоних списків грибів Австрії, Норвегії, Словаччини, Франції та Чехії, є кандидатом на включення до Європейського червоного списку грибів (Šutara et al., 2009; European…, 2010). Категорія виду — зникаючий. Занесений до четвертого видання Червоної книги України.